# Xanthophyllum vitellinum
Xanthophyllum vitellinum là một loài thực vật có hoa trong họ Polygalaceae. Loài này được (Blume) D.Dietr. miêu tả khoa học đầu tiên năm 1840.